# 9 квітня
9 квітня — 99-й день року (100-й у високосні роки) в григоріанському календарі. До кінця року залишається 266 днів.

## Свята і пам'ятні дні

### Неформальні
- День антикваріату.

### Національні
- Грузія: День національної єдності.
- Болівія,  Косово: День Конституції
- Філіппіни: День доблесті
- Гватемала: День запечатування морозу
- Туніс: День пам'яті мучеників
- Данія: День пам'яті німецького вторгнення
- Фінляндія: День фінської мови або День Мікаеля Аґріколи
- США: Національний день колишніх військовополонених

### Професійні
- США: День працівників бібліотеки.

### Релігійні
Православ'я:
- Мученика Євпсихія.
- Священномученика Дісана, єпископа, Маріава, пресвітера, мучеників Авдієса та інших 270-х.
- Преподобномученика Вадима, архімандрита.

### Іменини
✙ Православні: Євпсихій, Вадим.
✝  Католицькі:

## Події
- 193 — Септимій Север був проголошений Римським імператором
- 1553 — Шимун VIII Йоханнан Сулака посвячений на єпископа в Римі, що призвело до розколу Церкви Сходу та зародження Халдейської католицької церкви
- 1667 — у Парижі відбулася перша у світі публічна мистецька виставка
- 1860 — французький винахідник Едуард-Леон Скотт де Мартінвілл зробив перший аудіозапис, який зберігається в паризькому архіві
- 1865 — війська Конфедерації під командуванням Роберта Лі здалися об'єднаним військам Улісса Гранта, що стало завершенням Громадянської війни в США
- 1930 — у Нью-Йорку вперше продемонстрували роботу відеотелефона. Зв'язок встановлено між офісами компаній Bell Laboratories і AT&T
- 1940 — німецькі війська вторглися до Данії і Норвегії
- 1963 — експрем'єр-міністр Британії Вінстон Черчилль став першим іноземцем, якому Конгрес США присвоїв звання почесного громадянина США
- 1966 — у Франції італійська акторка Софі Лорен одружилася з продюсером Карло Понті
- 1966 — Ватикан скасував Індекс заборонених книг, що проіснував більше чотирьох століть
- 1969 — відбувся дебютний концерт гурту King Crimson у лондонському клубі «Спікізі»
- 1977 — шведський гурт ABBA на тиждень очолив американський хіт-парад з піснею «Dancing Queen»
- 1983 — англійський хіт-парад очолив Девід Боуї з піснею «Let's Dance»
- 1989 — війська СРСР розігнали мирну демонстрацію у Тбілісі, ці криваві події отримали назву Трагедія 9 квітня
- 1990 — у Львівській опері відбулося перше засідання Львівської обласної ради першого демократичного скликання
- 1991 — у Львові засновано творче об'єднання Фонд Мазоха (засновники Роман Віктюк, Ігор Подольчак та Ігор Дюрич)
- 2003 — Європарламент схвалив вступ у Європейський союз 10 нових членів: Кіпру, Мальти, Естонії, Латвії, Литви, Угорщини, Польщі, Чехії, Словаччини й Словенії
- 2003 — під час вторгнення коаліційних сил до Іраку американські війська повністю оволоділи Багдадом; Саддам Хусейн почав переховуватися.
- 2005 — спадкоємець британського престолу Чарльз, принц Уельський, одружився із Каміллою Паркер-Боулз
- 2015 — в Україні ухвалені декомунізаційні закони

## Народились
Дивись також Категорія:Народились 9 квітня
- 1336 — Тамерлан, один із відомих світових завойовників, що зіграв значущу роль в історії Центральної Азії та Кавказу.
- 1794 — Теобальд Бем, німецький інструментальний майстер, флейтист і композитор, творець сучасної поперечної флейти.
- 1802 — Еліас Леннрут, записувач і дослідник карело-фінського епосу «Калевала».
- 1806 — Ісамбард Кіндом Брунель, англійський інженер і винахідник. Син Марка Брюнеля.
- 1816 — Шарль Ежен Делоне, французький астроном і математик.
- 1821 — Шарль Бодлер, поет і критик, класик французької й світової літератури («Квіти зла», «Штучний рай», «Паризький сплін»)
- 1830 — Едвард Майбрідж, англійський та американський фотограф і дослідник, відомий вивченням процесу руху та його фіксації, один з винахідників-предтеч кіно.
- 1859 — Александру Авереску, румунський державний і політичний діяч, маршал (1934-1938).
- 1882 — Віктор Веснін, російський та радянський архітектор, один з авторів архітектурного комплексу Дніпрогесу і частини забудови м. Запоріжжя.
- 1902 — Олександра Свекла, українська письменниця.
- 1906 — Віктор Вазарелі, французький митець, що народився в Угорщині, один із засновників оп-арту.
- 1911 — Степан Кириченко, український живописець-монументаліст.
- 1918 — Йорн Утзон, данський архітектор, спроєктував будівлю опери Сіднея.
- 1921 — Мері Джексон, афроамериканська математикиня та аерокосмічна інженерка НАСА.
- 1925 — Ернст Неізвєстний, радянський та американський скульптор і графік.
- 1926 — Г'ю Гефнер, американський видавець, засновник журналу «Playboy».
- 1932 — Карл Перкінс, один з першопрохідників рок-н-ролу.
- 1932 — одна з найзнаменитіших мавп у світі — Чіта, яка знімалася в фільмах про пригоди Тарзана та занесена в Книгу рекордів Гінесса як головний довгожитель серед мавп.
- 1933 — Жан-Поль Бельмондо, французький актор («Професіонал», «Один шанс на двох»).
- 1954 — Денніс Квейд, американський кіноактор («Післязавтра», «Ворог мій»).
- 1962 — Ігор Подольчак, український художник, режисер (Las Meninas (2008), Delirium, (2013), Merry-Go-Round (2017))
- 1980 — Альберт Хаммонд мол., гітарист нью-йоркської групи The Strokes.
- 1984 — Костянтин Мрочко,  солдат Збройних Сил України, учасник російсько-української війни, Герой України.

## Померли

Богдан Сорока

Дивись також Категорія:Померли 9 квітня
- 585 до н. е. — Дзімм, 1-й імператор Японії, синтоїстське божество, легендарний полководець і монарх.
- 1492 — Лоренцо Медічі, правитель Флоренції в епоху Відродження, поет, покровитель наук і мистецтв.
- 1553 — Франсуа Рабле, французький письменник, автор Сатирично-філософського роману «Ґарґантюа і Пантаґрюель».
- 1557 — Мікаель Аґрікола, лідер лютеранської Реформації у Фінляндії, засновник фінської писемності. Учень Мартіна Лютера. Перший протестантський єпископ Фінляндії в місті Або (Турку).
- 1626 — Френсіс Бекон, англійський політик, державний діяч, вчений, есеїст, філософ, один із творців емпіризму, лорд-канцлер Англії.
- 1754 — Христіан Вольф, видатний німецький вчений-енциклопедист, філософ, юрист та математик.
- 1882 — Данте Габрієль Росетті, англійський поет, художник, перекладач італійського походження, один з засновників «Братства Прерафаелітів».
- 1945 — Вільгельм Канаріс, німецький військовий та державний діяч, адмірал, начальник Абверу Третього Рейху, страчений за участь у русі опору Гітлеру.
- 1959 — Френк Ллойд Райт, американський архітектор-новатор, творець «органічної архітектури».
- 1961 — Ахмет Зогу, правитель (прем'єр-міністр, президент, король) Албанії з 1922 по 1939 рік.
- 2003 — Олександр Кривенко, український журналіст.
- 2003 — Хорхе Отейса, іспанський скульптор.
- 2011 — Сідні Люмет, американський режисер, продюсер, сценарист, актор.
- 2015 — Богдан Сорока, український художник-графік.
- 2021 — DMX, американський репер та актор.
- 2021 — Філіп, герцог Единбурзький, чоловік королеви Великої Британії Єлизавети II.